# Eustachio Divini
Eustachio Divini (San Severino Marche, 4 ottobre 1610 – San Severino Marche, 22 febbraio 1685) è stato un ottico e astronomo italiano, uno dei primi, assieme a Giuseppe Campani, ad aver sviluppato la tecnologia necessaria per produrre strumenti ottici scientifici.

## Biografia
Avviato alla carriera militare, nel 1629 si ammalò gravemente. Abbandonato l'esercito si ricongiunse ai fratelli a Roma, dove seguì le lezioni all'Università di Roma con padre Benedetto Castelli, il discepolo di Galileo. In quel periodo Divini strinse amicizia con Evangelista Torricelli e si stabilì definitivamente a Roma (nel 1646) come costruttore di orologi e di lenti, producendo strumenti molto apprezzati dai contemporanei
Costruì un gran numero di microscopi composti e di telescopi ottici, questi ultimi consistenti in tubi di legno con quattro lenti, di lunghezza focale superiore a 15 m utilizzati spesso da lui stesso per osservazioni astronomiche.
Il microscopio della collezione di Giovanni Poleni, conservato nel museo di Storia della fisica a Padova, sembra sia l'unico arrivato a noi firmato dal Divini. Al Divini è attribuito anche il merito di aver usato per primo il micrometro.
Nel 1649 Divini pubblicò l'incisione di una mappa lunare, simile a quella dell'astronomo tedesco Johannes Hevelius pubblicata nel 1647, ma basata anche su proprie osservazioni effettuate con strumenti da lui costruiti. Fece numerose altre osservazioni astronomiche, fra cui le macchie e i satelliti di Giove e alcuni degli anelli di Saturno. Tentò di rivendicare, contro Christiaan Huygens e facendosi aiutare da Honoré Fabri, la priorità della scoperta degli anelli di Saturno, con scarso successo. Molti dei suoi microscopi e telescopi sono conservati nei musei di Firenze, Roma e Padova.

## Opere

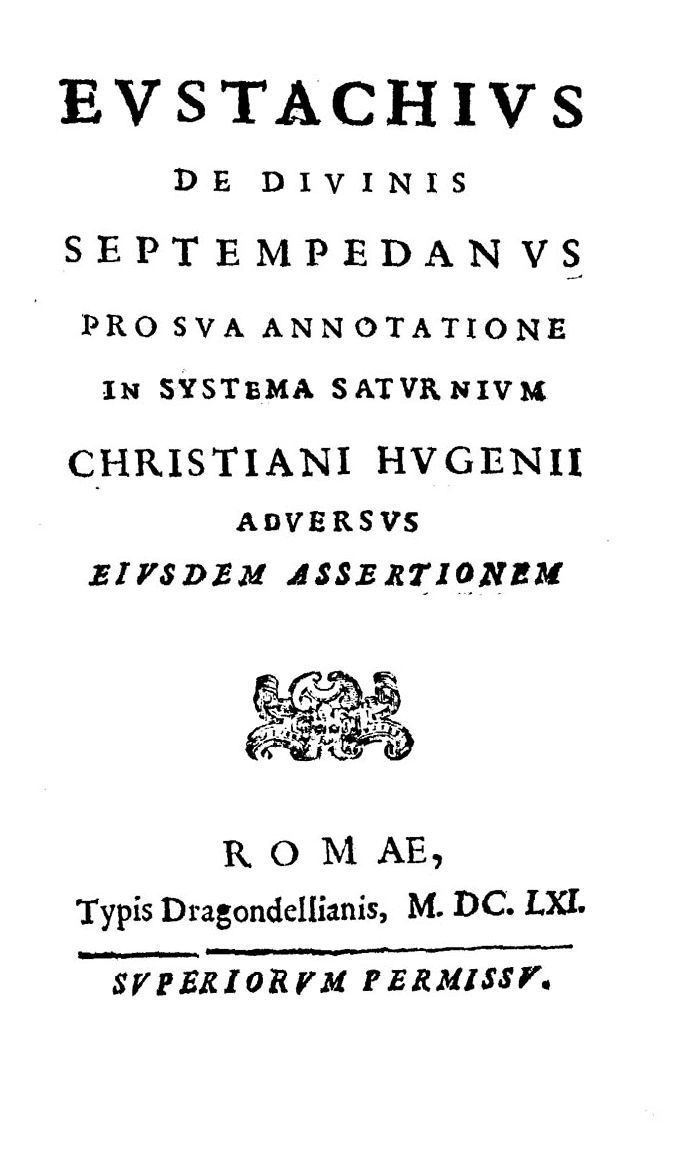
Eustachius de Diuinis Septempedanus pro sua annotatione in Systema Saturnium Christiani Hugenii aduersus eiusdem assertionem, 1661

- (LA) Eustachio Divini, Eustachii de Diuinis Septempedani Breuis annotatio in systema Saturnium Christiani Eugenii ad serenissimum principem Leopoldum magni duci Hetruriae fratrem, Romae, ex typographia Iacobi Dragoncelli, 1660.
- (LA) Brevis annotatio in systema Saturnium Christiani Eugenii, Roma, Giacomo Dragondelli, 1660.
- (LA) Eustachius de Diuinis Septempedanus pro sua annotatione in Systema Saturnium Christiani Hugenii aduersus eiusdem assertionem, Roma, Giacomo Dragondelli, 1661.
- Eustachio Divini, Lettera di Eustachio Diuini all'ill.mo sig. conte Carl'Antonio Manzini. Si ragguaglia di vn nuouo lauoro, e componimento di lenti, che seruono a occhialoni, o semplici, o composti, Roma, per Giacomo Dragondelli, 1663.
- Lettera all'ill.mo sig. conte Carl'Antonio Manzini. Si ragguaglia di un nuovo lauoro e componimento di lenti, che servono a occhialoni, o semplici, o composti, Roma, Giacomo Dragondelli, 1663.
- (LA) Eustachio Divini, Eustachius de Diuinis Septempedanus pro sua annotatione in systema Saturnium Christiani Hugenii aduersus eiusdem assertiones, Romae, typis Dragondellianis, 1661.
- Eustachio Divini, Lettera di Eustachio Diuini. Intorno alle macchie nuouamente scoperte nel mese di luglio 1665 nel pianeta di Gioue con suoi cannocchiali, Roma, per Giacomo Dragondelli, 1666.